# リチャード・ブルック・ガーネット
リチャード・ブルック・ガーネット（英:Richard Brooke Garnett、1817年11月21日 - 1863年7月3日）は、アメリカ陸軍の職業軍人であり、南北戦争の時は南軍の将軍だった。ゲティスバーグの戦いでピケットの突撃の時に戦死した。

## 生涯

### 初期の経歴
ガーネットはバージニア州エセックス郡の「ローズヒル」荘園で、ウィリアム・ヘンリー・ガーネットとアンナ・マリア・ブルックの夫妻の息子として生まれた。双子の兄ウイリアムは1855年にノーフォークで死んだ。やはり南軍の将軍になり、南北戦争で最初に戦死した将軍の可能性があると言われるロバート・セルデン・ガーネット（1819年-1861年）とは従兄弟だった。ガーネットはロバートと同時の1841年に、陸軍士官学校を同期52人中29番目、ロバートより2番下の成績で卒業した。
ガーネットは第6アメリカ歩兵連隊の少尉に任官され、フロリダ州の幾つかの基地で勤務してセミノール族と戦い、続いて西部ではララミー砦を指揮し、ユタ戦争に参加し、名うての対インディアン戦士だった。
米墨戦争のときは、ニューオーリンズで参謀として仕え、1847年2月16日に中尉に昇進した。
1855年5月9日に大尉に昇進し、カリフォルニア州で勤務しているときに南北戦争が勃発したことを知った。アメリカ合衆国は分裂すべきではないと強く信じていたが、バージニア州に戻って生まれ育った州とアメリカ連合国のために戦うことにした。

### 南北戦争
ガーネットは1861年5月17日にアメリカ陸軍から除隊し、南軍に入隊した。バージニア州における最初の任務は5月に砲兵隊の少佐としてであり、8月31日にはトマス・コブのジョージア・リージョンで中佐になった。
11月14日には准将に昇進し南軍ポトマック軍のバレー地区軍第1旅団を指揮した。この旅団は元々ストーンウォール・ジャクソンによって形成されたストーンウォール旅団であり、ジャクソンはシェナンドー渓谷の軍隊の全体指揮をとっていた。
1862年のバレー方面作戦では、ガーネットの軍歴が3月の第一次カーンズタウンの戦いで下降線を辿った。ジャクソンはその軍隊を40マイル (64 km) 行軍させて、ナサニエル・バンクス少将の北軍の一部を遮断しようとした。3月23日、ジャクソンの騎兵隊長ターナー・アシュビー大佐が、北軍ジェイムズ・シールズ准将の後退する師団はウィンチェスター後方に4個連隊を持っているだけだという誤った情報をもたらした。その勢力ならばジャクソン軍に匹敵する大きさだったので、ジャクソンはガーネットとそのストーンウォール旅団に攻撃を命じた。不運なことにシールズは1個歩兵師団をまるまる約9,000名も抱えており、ジャクソン軍の倍の大きさだった。攻撃は失敗し、ガーネットはその旅団の弾薬が尽き掛け、3方から攻撃する敵軍に囲まれていると認識して、撤退命令を出した。ジャクソンは激怒してガーネットを命令不服従と非難したが、これはガーネットがジャクソンからの許可を先ず受けていなければ、撤退すべきではなかったことを意味していた。ジャクソンは過度に厳格な規律を重んじる者であり、4月1日に「職務怠慢」でガーネットを逮捕し、指揮官から解任した。ガーネットの軍法会議は1862年8月に開始され、ジャクソンとその副官だけが証言を行った。しかし、ロバート・E・リー将軍が北バージニア方面作戦を開始し、9月に第二次ブルランの戦いが起こったことで軍法会議は中断された。
リーはジャクソンにガーネットの釈放を命令し、北バージニア軍ジェイムズ・ロングストリート中将の第1軍団で負傷したジョージ・ピケットの旅団指揮を任された。ガーネットは9月のアンティータムの戦いでこの旅団を信頼に応える形で指揮し、ピケットが師団長に昇格した11月26日にはその旅団の恒久的指揮官となり、さらにフレデリックスバーグの戦いを戦った。1863年5月のチャンセラーズヴィルの戦い時は、サフォークでの任務にあたっていたために参戦しなかった。
ストーンウォール・ジャクソンはチャンセラーズヴィルで重傷を負い、間もなく肺炎で死んだ。ジャクソンの死のとき、ガーネットはジャクソンの遺体が安置されているリッチモンドに戻った。軍人としてジャクソンと不一致なところがあったが、ジャクソンに対して悪意は無く、棺の側で泣いている自分に気付いた。その後ロングストリート、リチャード・イーウェル等と共に棺を担いだ。

#### ゲティスバーグ、そして戦死

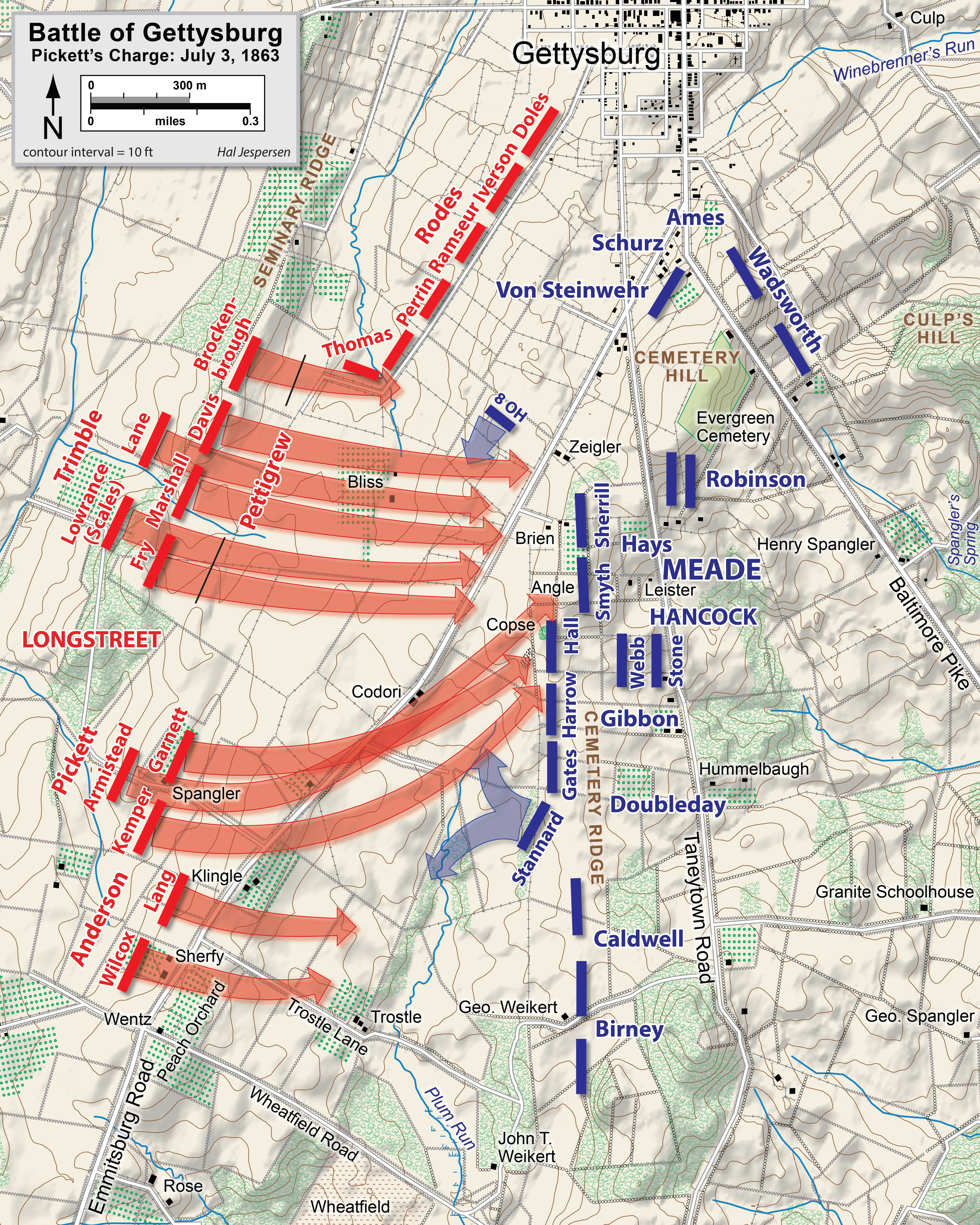
ピケットの突撃、1863年7月3日
南軍
北軍

ゲティスバーグ方面作戦のとき、ガーネットの旅団はジョージ・ピケットの師団に属し、行軍命令のためにチェンバーズバーグから1863年7月2日の午後遅くなってからでしか戦場に到着できず、ゲティスバーグの戦い初めの2日間は参戦できなかった。ピケット師団は7月3日にリー将軍からセメタリーリッジにいる北軍中央への大襲撃を率いるよう命じられた。ガーネットの旅団はピケット師団の前衛左部隊となり、ジェイムズ・L・ケンパー准将の旅団の隣だった。ガーネットはどんな形でも歩兵突撃を率いたいとは思わなかった。熱があり、乗馬に蹴られた時に脚を怪我して歩けなかった。しかしガーネットは中断した軍法会議では晴らせなかったカーンズタウンから引き摺った軍人としての不名誉の記録に形を付けたいと切望した。他の士官達から抗議があったにも拘らずガーネットは馬上で兵士達を戦闘に導くことを主張し、北軍のライフル狙撃兵の格好の目標になった。
セメタリーヒルの北軍防御陣に向かって進軍開始する前に、ガーネットはもう一人のピケット師団の旅団長ルイス・アーミステッド准将と提案された突撃について会話を交わした。ガーネットは「これはやってみるには絶望的なことだ」と言い、これに対してアーミステッドは「殺戮は恐ろしいものになるだろう」という予測を付け加えた、とされている。
ガーネットはセメタリーリッジの「アングル」まで20ヤード (18 m) まで迫ったが、その後二度とその姿が目撃されることは無かった。同僚の将軍バーケット・D・フライは、ガーネットが散弾に当たり即死したと伝えた。恐らくガーネットの遺体は損傷が激しかったので、後にそれと識別できなかった。
その同僚達は乗馬のレッドアイ号が無人でセミナリーリッジの南軍前線に戻ってきたときに戦死したと分かった。ガーネットは突撃に参加したアーミステッド、ケンパーおよびアイザック・トリンブルと共に、この3日間の戦闘で損失となった17人の南軍将軍のうちのひとりとなった。

## 記念
1872年、南軍将兵の遺骸はゲティスバーグからリッチモンドのハリウッド墓地に移葬された。ハリウッド記念協会は1991年にガーネットの栄誉を称えて慰霊碑を建立し、その遺骸がハリウッドのものの中にあると想定した。戦後数年して、ガーネットの剣がボルティモアの質屋に出され、元南軍のジョージ・H・スチュアート准将によって購われた。

## 大衆文化の中で
ガーネットはマイケル・シャーラの小説『The Killer Angels』に基づく1993年の映画『ゲティスバーグ』でアメリカ人俳優アンドリュー・プラインが演じた。2003年の続編『神と将軍』でもプラインが演じたが、クレジット画面には出ず、セリフも無かった。